# جيم رولو
جيم رولو (بالإنجليزية: Jim Rollo)‏ هو لاعب كرة قدم بريطاني في مركز حراسة المرمى، ولد في 16 نوفمبر 1937 في Helmsdale ‏ في المملكة المتحدة، وتوفي في 15 أكتوبر 2012، في بيرث في المملكة المتحدة. لعب مع أولدهام أثلتيك وبرادفورد سيتي ونادي بول تاون ونادي ساوثبورت ونادي سكاربورو ونادي هيبرنيان.